# Cmentarz żydowski w Okonku
Cmentarz żydowski w Okonku – kirkut w Okonku powstał po roku 1750. Była to niewielka nekropolia. Mieściła się między dawną ulicą Tempelburgerstraße (dziś Chłopickiego) a Forststraße. Podczas Nocy kryształowej w 1938 kirkut został zdewastowany, a piękne macewy wywieziono. Od tej chwili nie było na nim pochówków. Obecnie cmentarz porośnięty jest drzewami.